# Altenmoor
Altenmoor è un comune tedesco del circondario di Steinburg, nella regione dello Schleswig-Holstein. Ha circa 270 abitanti.